# Лиангмай (народ)

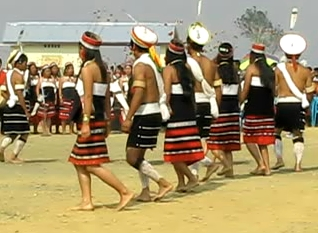
Танец лиангмай

Лиангмай — народ на востоке Индии, входит в группу племён нага. Проживают в округе Кохима штата Нагаленд и прилегающих районах штата Манипур.  По данным переписи 2001 года численность этноса составляет 41 100 человек. Почти все лиангмай исповедуют христианство, доля нехристиан крайне мала, все они проживают в Нагаленде. Язык лиангмай относится к тибето-бирманской языковой семье.